# Swasey (cràter)
Swasey és un petit cràter d'impacte que es troba en el terminador oriental de la Lluna, prop de la vora sud-est de la Mare Smythii, a l'oest de la plana emmurallada del cràter Hirayama. Al voltant d'un diàmetre al nord-est es troba Hume, i al sud-oest apareix la parella de cràters fusionats formada per Kao i Helmert.

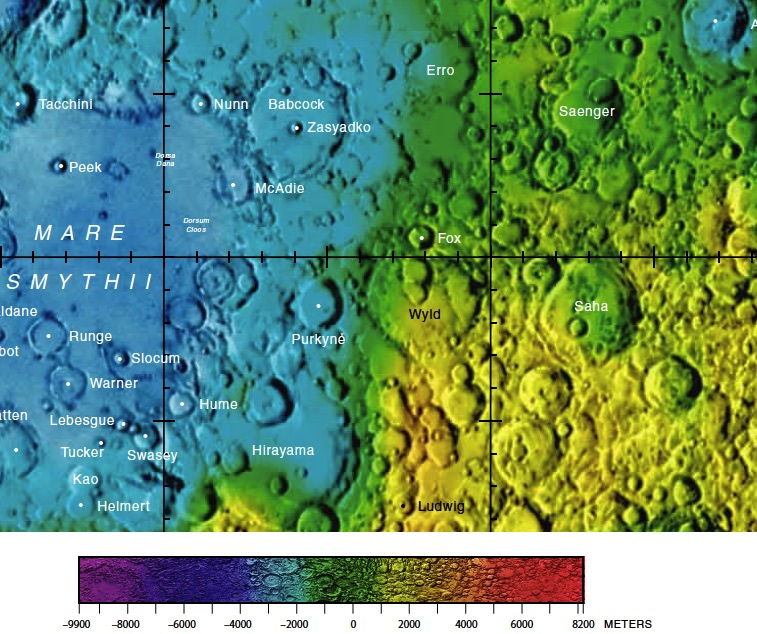
Localització de Swasey (centre inferior esquerra de la imatge)
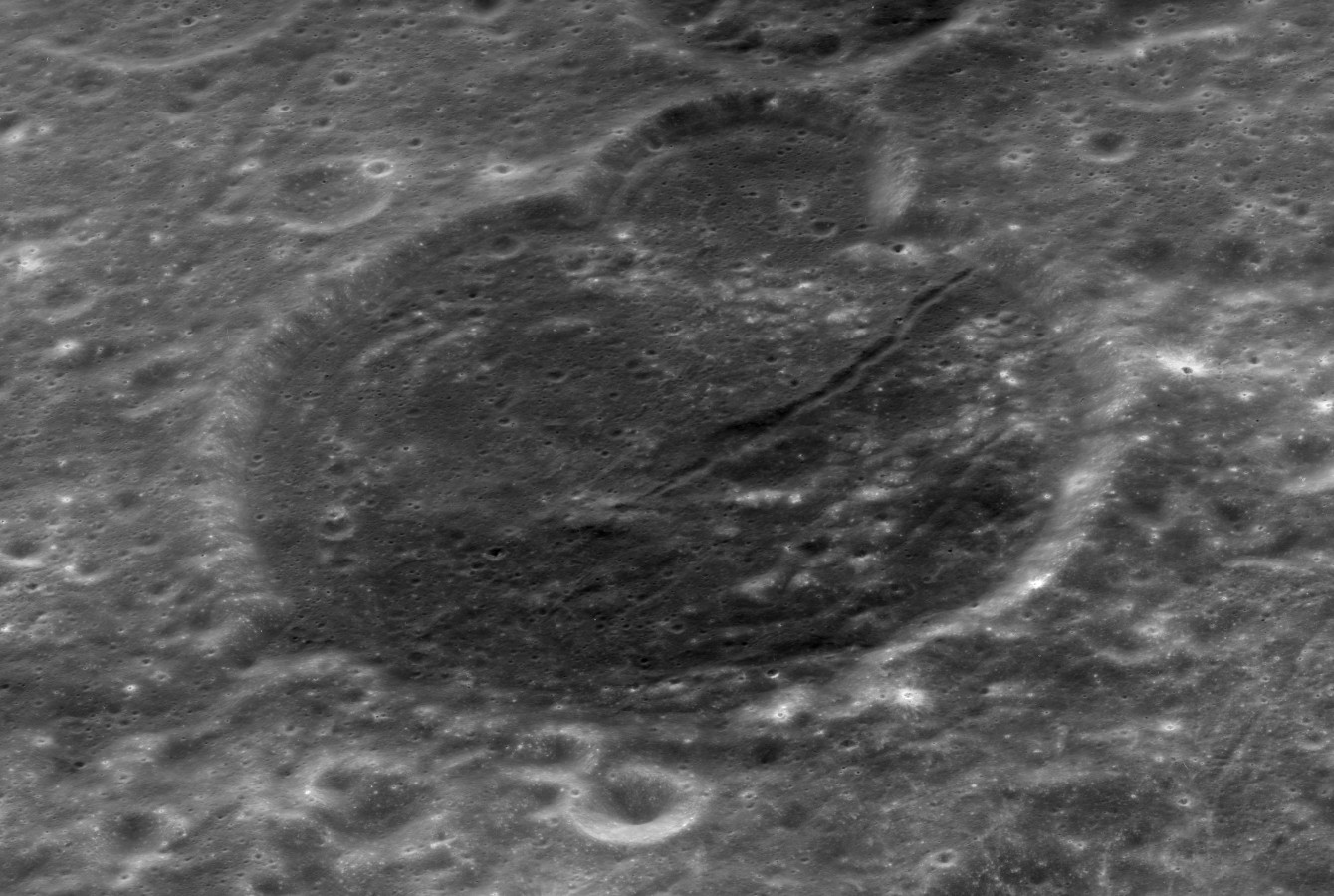
Vista obliqua des de l'Apollo 17

La vora exterior d'aquest cràter és aproximadament circular, amb un petit cràter cobrint el costat nord-oest. Aquest cràter adjunt també s'uneix a la vora exterior sud-est del petit cràter Lebesgue.